# Avion de transport militaire

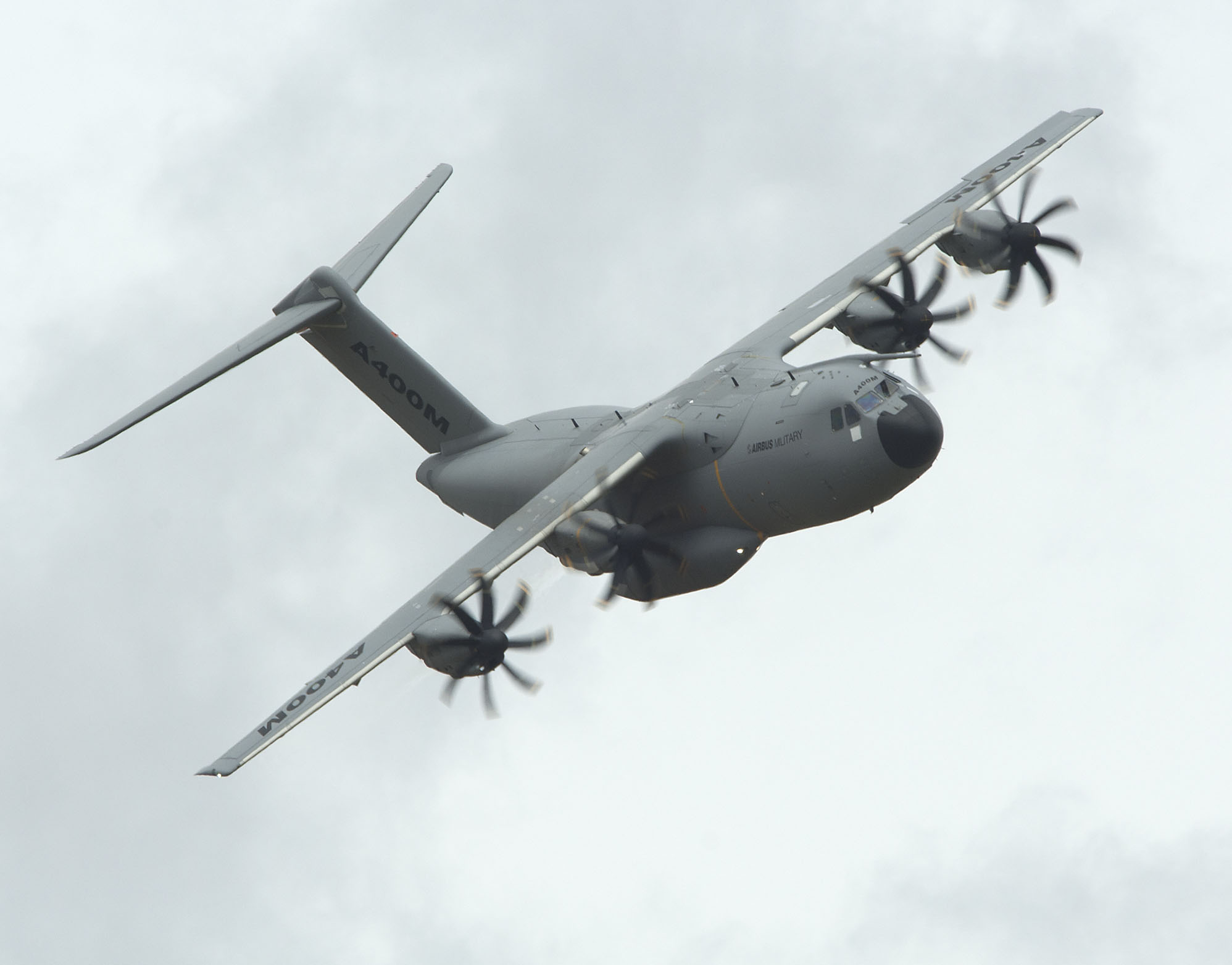
Airbus A400M.

Les avions de transport militaires permettent de transporter des hommes et du matériel sur les zones de conflit.
La plupart d'entre eux peuvent décoller et atterrir sur des pistes rudimentaires et sur de courtes distances. Certains sont capables d'effectuer des missions de largage aérien.

## Mission
On distingue le transport tactique du transport stratégique. Le transport tactique se situe à l'intérieur d'un théâtre militaire, il consiste à transporter les troupes, la nourriture, l'équipement, les munitions, etc, entre les bases logistiques et les bases avancées. Il peut aussi prendre un aspect offensif, comme le larguage de parachutistes. Le transport stratégique assure le soutien logistique de l'ensemble des opérations, comme la relève des troupes.

## Caractéristiques
Le premier avion de transport construit spécifiquement pour l'usage militaire est le Vickers Victoria britannique en 1922.
Les avions conçus spécifiquement pour le transport militaire présentent des caractéristiques bien définies depuis les années 1950. Le C-130 Hercules est souvent considéré comme l'archétype de cette catégorie d'avion (un peu à la manière du Boeing 707 pour les avions de ligne à réaction), ayant pour la première fois réuni toutes ces caractéristiques devenues depuis systématiques.

### Configuration aérodynamique
Les avions de transport militaire ont presque tous une voilure en position haute et des moteurs sous celle-ci. Cette position facilite l'emploi de pistes peu aménagées, mal entretenues ou endommagées, car le risque de voir un moteur avaler un corps étranger est fortement réduit. Autre avantage, le caisson central de voilure se trouve au-dessus, et non en dessous de la cabine, ce qui facilite la conception d'un fuselage avec un plancher plat et bas par rapport au sol. L'empennage est généralement en T.

### Cabine et rampe de chargement

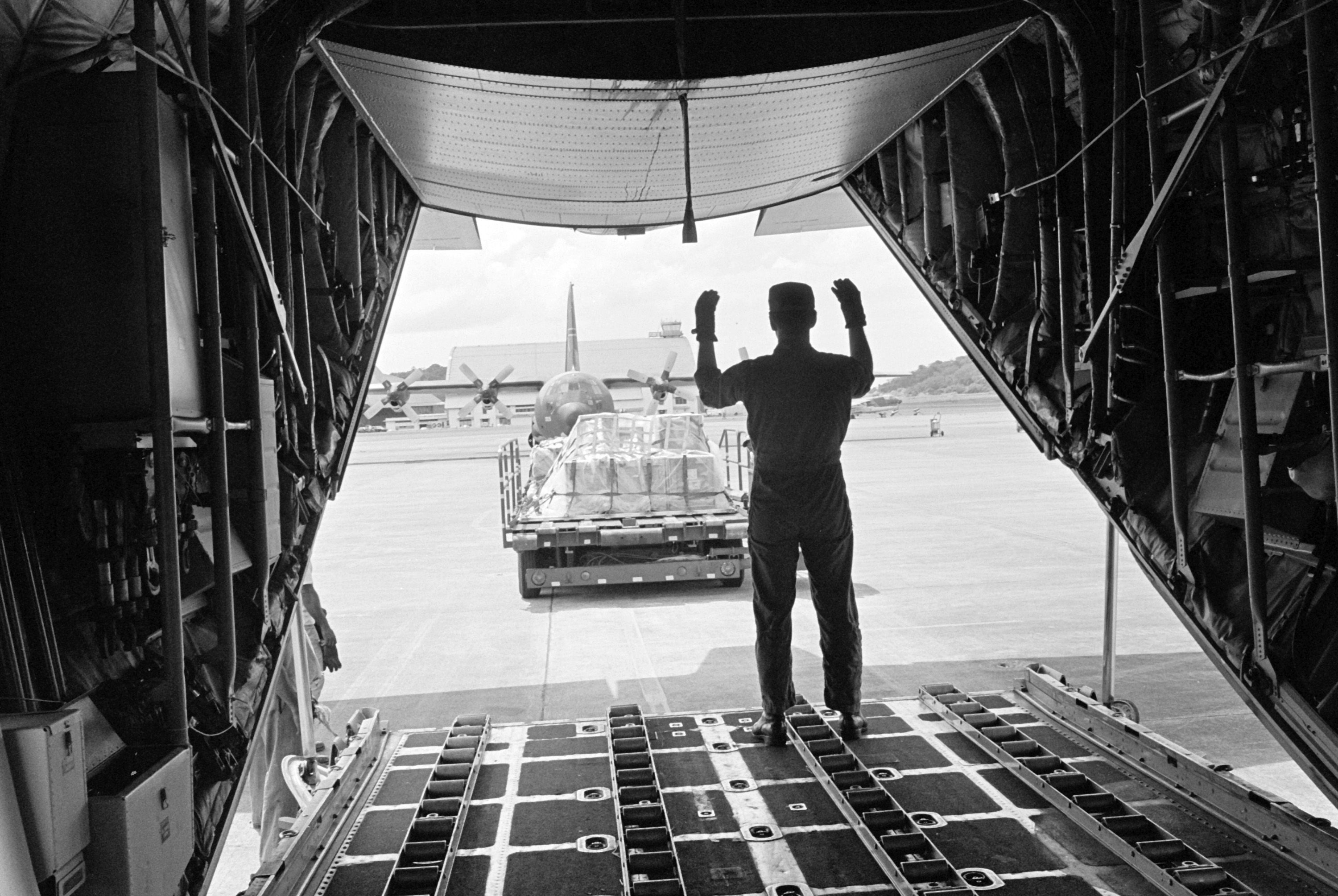
Chargement d'un C-130, exploitant la rampe arrière.

Un avion de transport militaire doit pouvoir être chargé et déchargé rapidement sans devoir disposer d'une grue ou d'autre matériel spécifique. À cette fin, l'avion est conçu avec un plancher bas, plat, et une rampe de chargement à l'arrière, qui permet de charger des palettes facilement. Les véhicules peuvent entrer et sortir par leurs propres moyens.

### Train d'atterrissage

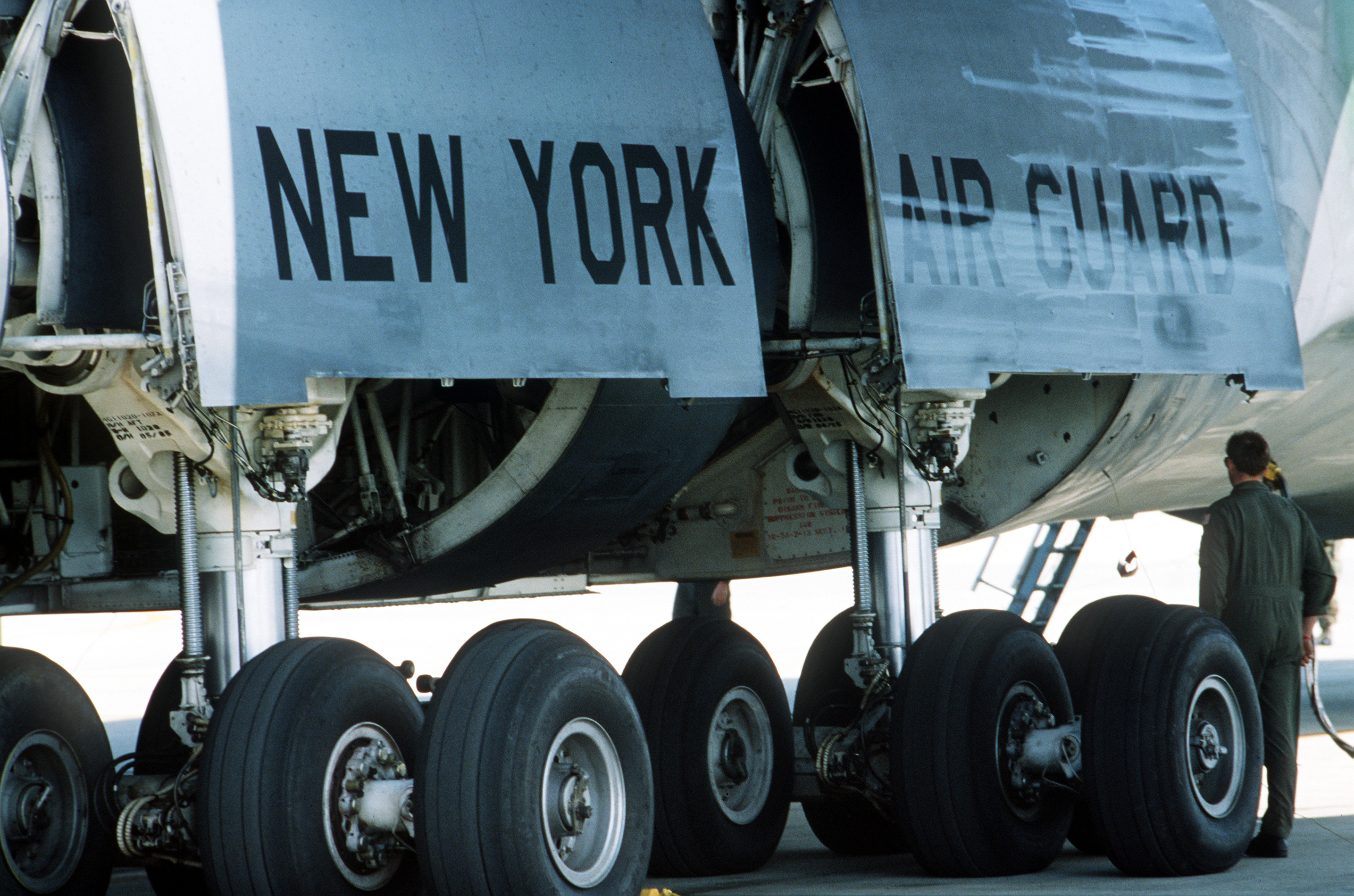
Le train d'un Lockheed C-5A.

Pour faciliter davantage le chargement ou le déchargement, les trains d'atterrissage, sur des avions comme le C-5A et l'A400M, possèdent la capacité de "s'agenouiller", c'est-à-dire que des vérins permettent de réduire la garde au sol de l'avion. Par ailleurs, pour pouvoir utiliser des pistes de piètre qualité, les pneus ont une pression assez basse,le train est souple, d'un grand empattement, et, comparativement à un avion de ligne de masse comparable, il y a un plus grand nombre de roues afin de mieux répartir le poids.
En outre, la position haute de l'aile signifie que le train ne peut pas replier dans l'aile. Il y a donc de longs carénages, de part et d'autre du bas du fuselage, pour loger le train sans empiéter sur la cabine.

### Pressurisation
Une cloison résistant à la pression sépare le poste de pilotage de la cabine, ce qui permet de pressuriser indépendamment ces deux parties de l'appareil. Ainsi, la cabine n'a pas besoin d'être pressurisée lorsque l'avion transporte du matériel. La pressurisation du cockpit est maintenue quand la rampe arrière est ouverte pour un aérolargage.

## Seconde Guerre mondiale
- Curtiss C-46 Commando 1941-1945, 3 181 appareils produits.
- Douglas C-47 Dakota 1941-1945, 10 174 appareils produits.
- Douglas C-53 Skytrooper 1941-1945, 380 appareils produits.
- Junkers Ju 52
- Junkers Ju 390
- Messerschmitt Me 321
- Messerschmitt Me 323
- Potez 65

## Guerre froide

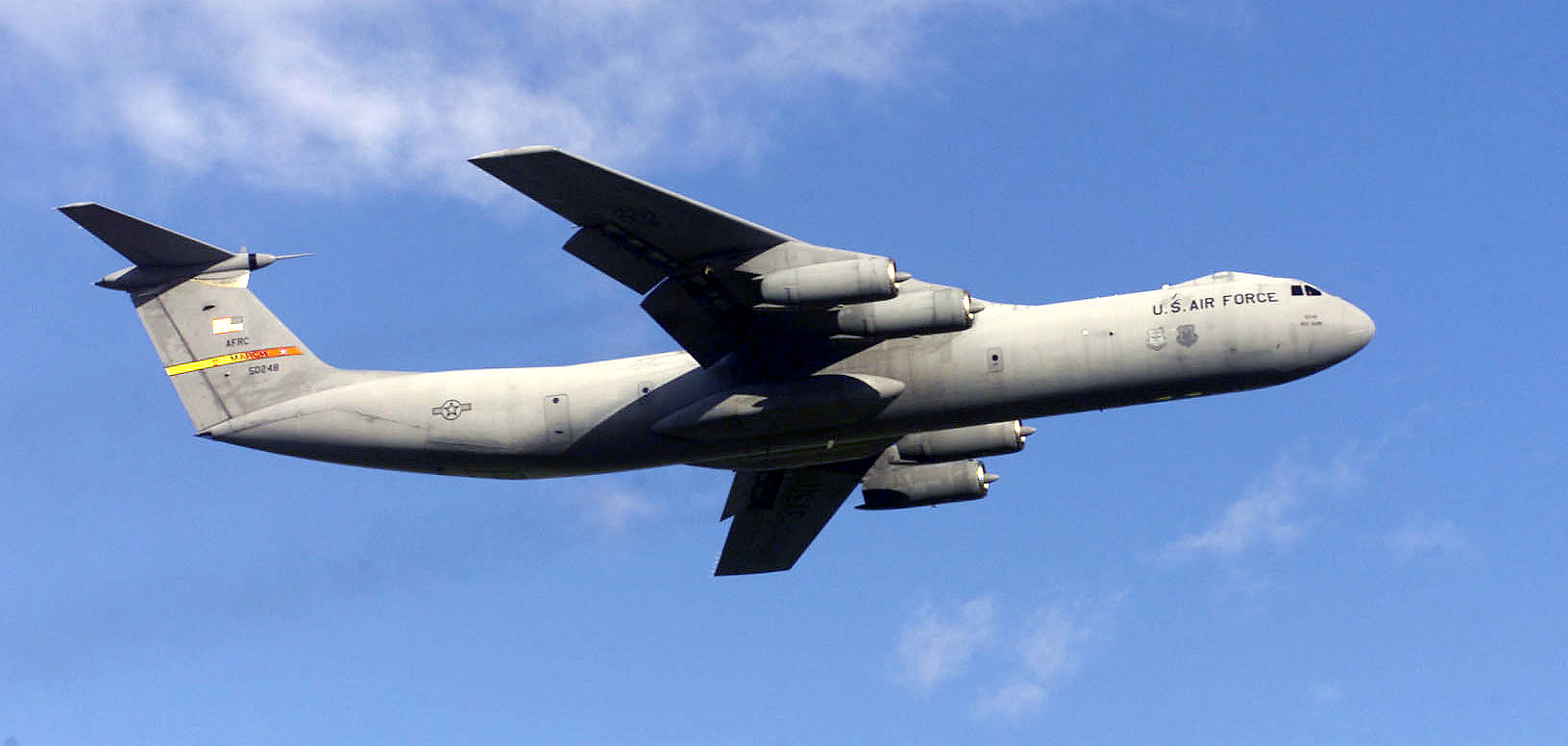
Le Lockheed C-141 Starlifter, avion de transport militaire américain en service de 1965 à 2006.

- C-7 Caribou 1958–1968, 307 appareils produits.
- C-12 Huron version militaire du Beechcraft 200
- C-17 Globemaster III 1991-2015, 297 appareils produits
- C-20 Gulfstream III 1979-1986, 206 appareils produits.
- C-40 Clipper version militaire du 737-700
- Douglas C-54 Skymaster
- C-56 Lodestar
- C-87 Liberator Express
- C-97 Stratofreighter
- C-123 Provider
- C-124 Globemaster II
- C-133 Cargomaster
- Boeing C-135
- C-141 Starlifter
- Antonov An-8
- Antonov An-225
- Antonov An-124
- Antonov An-22
- Iliouchine Il-76
- C-160 Transall
- Kawasaki C-1
- Short Belfast

## En service

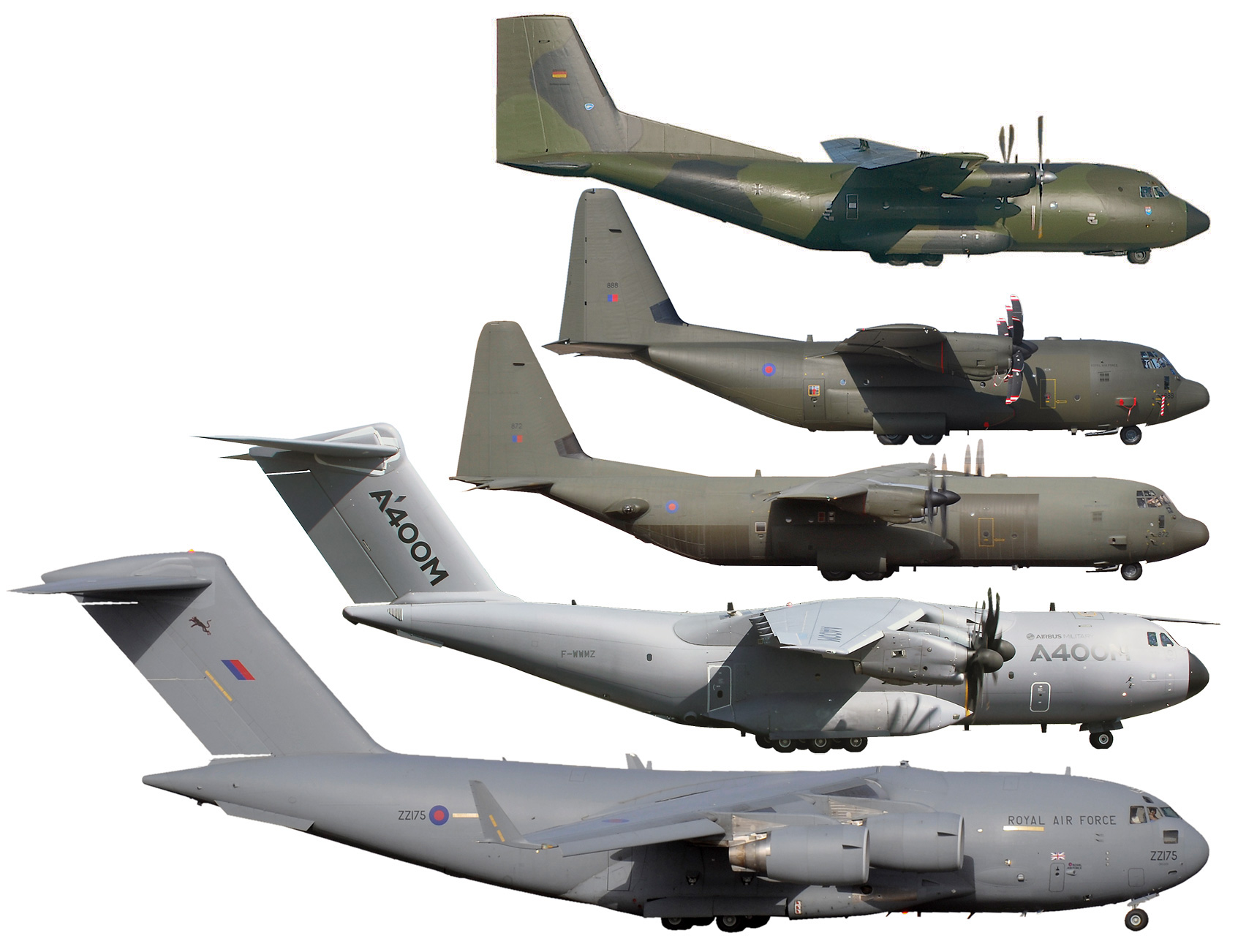
Comparaison de taille, de haut en bas : C-160 Transall, C-130J, C-130J-30, A400M et C-17.

Boeing a décidé d'abandonner la production du C-17 Globemaster III en 2015 et ainsi de se retirer du marché des avions de transport militaires. Le C-17 est un quadriréacteur que Boeing fabrique depuis 1991 à Long Beach en Californie. Il aura été produit à 292 exemplaires, dont 223 pour le compte de l'US Air Force. L'A400M d'Airbus reste alors le seul avion de transport militaire stratégique produit par les membres de l'OTAN.
- Antonov An-12 (16 États utilisateurs)
- Antonov An-22 (3 en service en  Russie)
- Transall C-160 (en service en  Turquie)
- Airbus A400M (en service en  Allemagne  France  Espagne  Royaume-Uni  Belgique  Luxembourg  Turquie  Malaisie)
- Iliouchine Il-76 (15 États utilisateurs, 960 construits)
- C-5M Galaxy (52 appareils en service en 2018 aux  États-Unis)
- C-130 Hercules (70 états utilisateurs)
- C-130J Super Hercules (18 États utilisateurs)
- C-27J (15 États utilisateurs)
- Casa CN-235 (33 états utilisateurs)
- Embraer KC-390 (4 en service au  Brésil, 2 commandés en 2020 par les  Pays-Bas, 2 commandés en 2020 par la  Hongrie, 5 commandés en 2019 par le  Portugal.
- C-17 Globemaster III (222 en service en 2018 aux  États-Unis, 7 au  Royaume-Uni, 8 en  Australie, 5 au  Canada, 3 pour l' OTAN, 8 au  Qatar, 8 aux  Émirats arabes unis, 11 en  Inde, 2 au  Koweït)
- Kawasaki C-1 (31 au sein de la Force aérienne d'autodéfense japonaise ( Japon)
- Kawasaki C-2 (3 au sein de la Force aérienne d'autodéfense japonaise ( Japon)
- Xian Y-20 (en service en  Chine)